# Piemonteser Rind

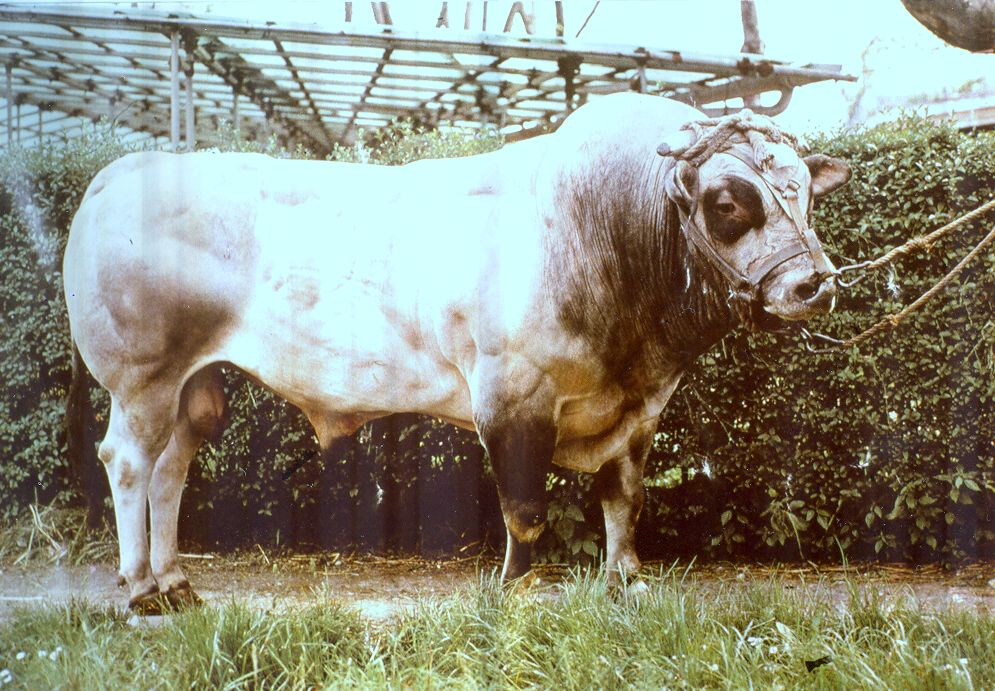
Piemonteser Bulle

Das Piemonteser Rind ist eine Rasse des Hausrindes, die vor allem im Piemont vorkommt.
Das Piemonteser Rind ist weiß-gelblich, mit grauer Melierung und dunkler Pigmentierung der Hörnerspitzen, der Augen, Ohren, der Schwanzquaste und des Flotzmauls. Es ist mit den Zebus verwandt, was sich an der Schädelstruktur und vor allem im Brustwirbelbereich zeigt, wo wie beim Zebu im Unterschied zu allen anderen europäischen Rinderrassen das Ende des Dornfortsatzes gespalten ist. Das genetische Gut dieser antiken tauroindischen Rasse ist durch die jahrtausendelange Isolation im Piemonteser Voralpengebirge unverändert geblieben.
Bullen erreichen eine Widerristhöhe von 132 cm bis 140 cm und ein Gewicht von 600 bis 800 kg. Die Widerristhöhe der Kühe liegt zwischen 127 und 130 cm und ihr Gewicht beträgt 450 kg bis 500 kg. 
Durch das Merkmal der Doppellendigkeit – der Schlachtkörper hat auf Kosten von Knochenanteil und Fettauflage einen höheren Anteil wertvoller Schlachtteile – ist das Piemonteser Rind eine besonders gesuchte Rasse der Fleischproduktion. 
Diese Eigenschaft ist allerdings mit einer hohen Schwergeburtenrate verknüpft. Ursache der Doppellendigkeit ist – wie bei der Rinderrasse Weißblaue Belgier eine Mutation im Gen, das für das Protein Myostatin kodiert.
Die Population der Piemonteser Rinder betrug 2008 ca. 236.150 Tiere.